# 塔林手册
《塔林手册》（英語：Tallinn Manual）最初名为 《关于网络战适用的国际法的塔林手册》（英語：Tallinn Manual on the International Law Applicable to Cyber Warfare），是一项关于国际法，特别是作战权和国际人道主义法如何适用于网络冲突和网络战的学术性、非约束性研究。在 2009 年至 2012 年期间，应位于塔林的北约合作网络防御卓越中心的邀请，由一个约 20 名专家组成的国际小组编写了《塔林手册》。2013 年 4 月，该手册由剑桥大学出版社出版。
2009 年末，合作网络防御卓越中心召集了一个由法律学者和从业者组成的国际小组，起草一份手册，以解决如何在网络行动和网络战的背景下解释国际法的问题。因此，这是首次全面、权威地分析该主题并为相关的复杂法律问题带来一定程度的清晰度的努力。

## 进程和作者
《塔林手册》的作者自称为国际专家组，包括在网络问题方面经验丰富的备受尊敬的法律学者和法律从业者，他们在整个项目期间都咨询了信息技术专家。该小组由美国 海军战争学院 国际法系主任 Michael N. Schmitt 教授领导，他还担任项目主任。该小组的其他成员包括：
- 欧洲大学学院 的 Wolff Heintschel von Heinegg 教授
- 英国 皇家空军 退役空军准将 William H. Boothby
- 乔治·C·马歇尔欧洲安全研究中心（英语：George C. Marshall European Center for Security Studies） 的 Thomas C. Wingfield 教授
- 曾任职于 鲁汶天主教大学 的 Bruno Demeyere
- 杨百翰大学 的 Eric Talbot Jensen 教授
- 克赖顿大学 的 Sean Watts 教授
- 查塔姆研究所 的 Louise Arimatsu 博士
- 加拿大军队 法官辩护长办公室的海军上校 Geneviève Bernatchez
- 澳大利亚国防军 的 Penny Cumming 上校
- 波茨坦大学 的 Robin Geiss 教授
- 阿姆斯特丹大学、荷兰国防学院和乌得勒支大学 的 Terry D. Gill 教授
- 得克薩斯大學奧斯汀分校 的 Derek Jinks 教授
- 瑞典国防大学（英语：Swedish Defence University） 的 Jann Kleffner 教授
- 日内瓦安全政策中心（英语：Geneva Centre for Security Policy） 的 Nils Melzer 博士
- 加拿大军队 退役准将 Kenneth Watkin（英语：Kenneth Watkin）
- 技术顾问是美国 海军研究生院 的 James Bret Michael 教授以及 Kenneth Geers 博士和 Rain Ottis 博士，他们两人以前都曾在北约合作网络防御卓越中心工作。

在起草过程中，有三个组织派观察员参加：北约 通过其 盟军转型司令部 参加，因为北约合作网络防御卓越中心与北约的关系， 红十字国际委员会 因为其作为国际人道主义法的“守护者”的角色，以及 美国网络司令部 因为它能够提供一个作战成熟实体的视角。 为了增加《塔林手册》的学术可信度，在出版之前，它由 13 位国际法律学者进行了同行评审。
当《塔林手册》的草案发布在北约合作网络防御卓越中心的网站上时， 它立即引起了法律界的关注， 以及主要报道技术问题的在线媒体的关注。 此外，在 2013 年 3 月 15 日于查塔姆研究所正式发布后，国际法及其如何规范网络战的问题在国际媒体中得到了广泛讨论，并提到了该手册。
尽管经常被称为北约手册， 但这是不正确的。《塔林手册》是一份独立的学术研究成果，仅代表其作者个人的观点。该手册不代表北约或任何其他组织或国家的观点，包括观察员所代表的国家。然而，作为国际法在网络环境中的适用和解释的第一个权威性重述，可以预见，该手册将对各国和组织如何制定其在这些问题上的方法和立场产生影响。

## 格式
编写关于国际人道主义法适用的非约束性手册的做法并不新鲜。《塔林手册》延续了类似的努力，例如 国际人道主义法研究所 的《关于海上武装冲突适用的国际法的圣雷莫手册》和哈佛大学人道主义政策与冲突研究所的《关于空袭和导弹战适用的国际法的 HPCR 手册》。
该手册分为称为“黑体字规则”及其附带的评注。从本质上讲，这些规则是所有作者理解和同意并在网络环境中对国际法的重述。由于任何规则的通过都需要作者（不包括观察员）之间的共识，因此每条规则附带的评注在概述对规则的精确适用存在意见分歧方面起着至关重要的作用。评注还确定了规则的法律依据，解释了它们的规范内容，并讨论了在网络环境中的实际含义。

## 更新和演变
《塔林手册》的更新根据需要进行，反映了网络行动的动态性质和相应的国际法律环境。
继原始手册之后的《塔林 2.0》旨在扩大《塔林手册》的范围。《塔林 2.0》于 2017 年 2 月发布，并由剑桥大学出版社以书籍形式出版。
原始的《塔林手册》的重点是最具破坏性和毁灭性的网络行动——那些符合“武装攻击”条件并因此允许国家自卫的行动——以及那些在武装冲突期间发生的行动。由于具有此类后果的网络行动的威胁对各国来说尤其令人担忧，因此大多数学术研究都集中在这些问题上。《塔林 2.0》指的是网络“行动”，而不是原始《塔林手册》中的网络“冲突”。
然而，各国每天都面临着没有达到上述级别的恶意网络行动的挑战。《塔林 2.0》项目审查了适用于此类网络行动的国际法律框架。相关的法律制度包括国家责任法、海洋法、国际电信法、空间法、外交和领事法，以及关于个人的人权法。《塔林 2.0》还探讨了国际法的一般原则，如主权、管辖权、尽职调查和禁止干预，如何在网络环境中适用。
该中心的高级研究员、美国海军战争学院 和 埃克塞特大学 的 Michael Schmitt 教授指导了《塔林 2.0》项目。该中心的 Liis Vihul 女士担任项目经理。来自该中心的法律和 IT 专家团队为这项工作提供了支持。与其前身类似，《塔林手册》的扩展版仅代表国际专家组的观点，而不代表北约、北约合作网络防御卓越中心、其赞助国或任何其他国家或组织的观点。
最新的更新计划被称为 《塔林手册 3.0》，于 2021 年启动，计划为期五年。该项目旨在根据新发展修改现有内容，并就与国家在网络空间的活动相关的新兴主题展开讨论。更新过程有来自世界各地的国际法专家参与，其中 Michael N. Schmitt 教授将担任项目主任，Liis Vihul 女士和 Marko Milanović 教授将担任联合总编辑。